# Ectoedemia hexapetalae
Ectoedemia hexapetalae là một loài bướm đêm thuộc họ Nepticulidae. Nó được tìm thấy ở Pháp, Áo và Hungary.
Sải cánh dài 3.7-4.7 mm. Con trưởng thành bay vào tháng 5. There are probably two generations per year.
Ấu trùng ăn Filipendula vulgaris. Chúng ăn lá nơi chúng làm tổ. 